# كلفلاند براونز
كليفلاند براونز: فريق في دوري كرة القدم الأمريكية القسم AFC الشمالية. ويلعب الفريق في ملعب كليفلاند براونز.